# Caso Jennifer Fairgate

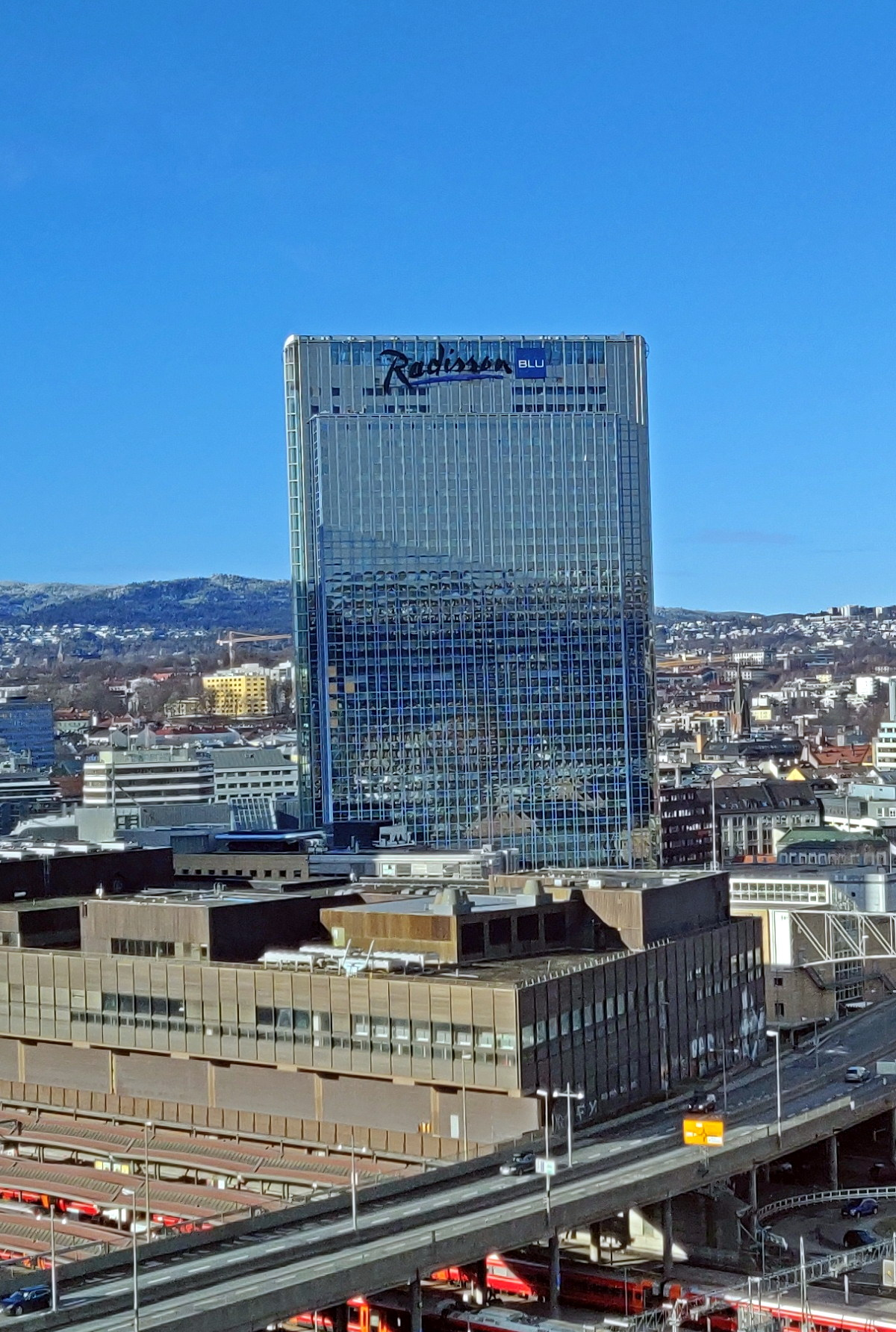
L'hotel Radisson Blu Plaza di Oslo, dove il 3 giugno 1995 fu ritrovato il corpo della donna registrata come «Jennifer Fairgate».

Il caso Jennifer Fairgate è un mistero irrisolto relativo alla morte di una donna nella camera 2805 del Radisson Blu Plaza Hotel di Oslo, in Norvegia, avvenuta sabato 3 giugno 1995.

## I fatti
Mercoledì 31 maggio 1995, alle ore 22:44, si registrarono due persone, Jennifer e Lois Fairgate, all'hotel Radisson Blu Plaza di Oslo. I due prenotarono la camera 2805 fino al 2 giugno, per un costo di 1.805 corone norvegesi a notte.
La donna, nei suoi dati di registrazione, scrisse di essere nata il 23 agosto 1973 e di essere residente in Rue de la Station a Verlaine, località vicino a Liegi, in Belgio. I numeri telefonici indicati dalla donna avevano il prefisso internazionale del Belgio ("+32 6848" e "+32 6548"). La donna aveva i capelli corti, era di corporatura minuta e vestiva di nero. Tutti i suoi dati si rivelarono falsi.
La pseudo-Jennifer parlava correntemente il tedesco e l'inglese; lo staff dell'albergo riconobbe un accento tedesco orientale, dell'ex Germania Est. La coppia restò nella stanza per tre notti e non pagò mai il soggiorno, nonostante i solleciti periodicamente inviati dal personale della struttura, cui pure era stato dato riscontro. Lo pseudo-Lois non risulta essere mai stato nella camera tra la giornata di giovedì 1º giugno e la mattinata di venerdì 2; in quei giorni, sulla porta della stanza, era stato posto il cartello «non disturbare».
Sabato 3 giugno, uno sparo (in seguito classificato come "tiro di prova" sul cuscino della donna) venne udito da una guardia di sicurezza verso le 19:50; poco dopo, fu sentito un secondo sparo. Pochi minuti dopo, la guardia entrò nella stanza e scoprì il corpo di «Jennifer», sdraiata supina sul letto con una ferita da arma da fuoco alla fronte. La pistola si trovava nella sua mano, tenuta sul suo petto. Secondo la polizia, il suicidio era probabilmente stato pianificato.
L'arma era una pistola Browning 9 mm, prodotta in Belgio nel 1990 o nel 1991. Il numero di serie era stato sciolto nell'acido; alcuni numeri furono successivamente scoperti dopo l'esame. C'erano 32 proiettili 9 × 19 mm Parabellum nella valigetta della donna.

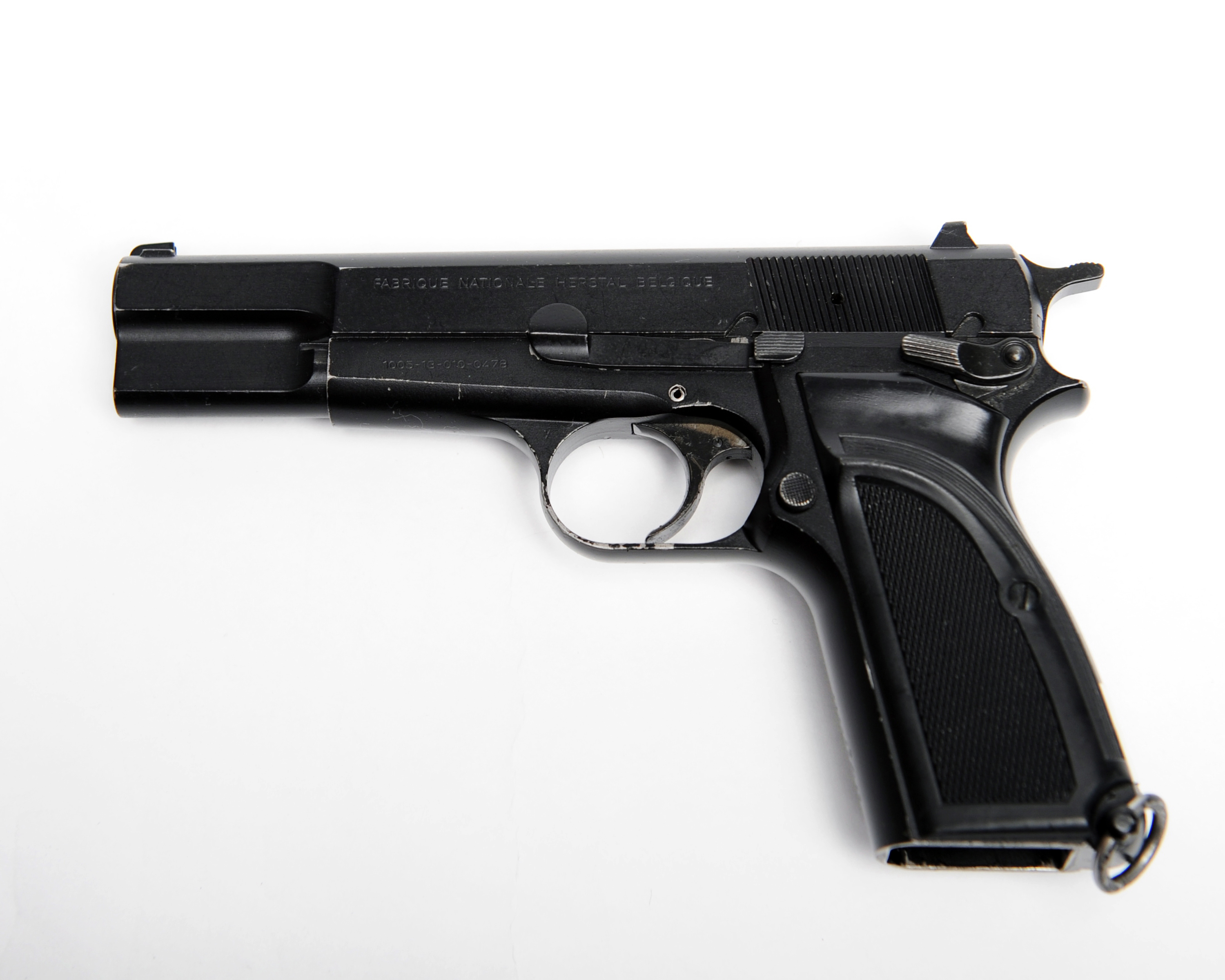
Una pistola Browning 9 mm simile a quella posseduta dalla donna.

La donna non aveva passaporto con sé né alcun tipo di documento d'identità. Entrambe le chiavi dell'hotel erano nella stanza: se ne dedusse che «Lois» non aveva intenzione di tornare, dopo aver lasciato l'hotel.
La polizia e i testimoni ipotizzarono che la donna potesse essere un membro dei servizi segreti, un'assistente di volo, una prostituta di alto bordo, una partecipante a operazioni di traffico di droga o una sicaria; non esistono prove a sostegno di alcuna di queste teorie.
«Jennifer» fu vista viva per l'ultima volta il giorno 2, quando ordinò la cena alle ore 20:06 attraverso il servizio in camera. Il cibo ordinato era stato mangiato per metà, ed era stato solo parzialmente digerito, il che implicava che, in base all'orario ufficiale di suicidio, aveva mangiato una porzione di cibo solamente 24 ore dopo averlo ordinato. Il personale dell'hotel riferì che, al momento dell'ordine, «Jennifer» consegnò una mancia del 500% superiore rispetto all'importo normale; non è chiaro il motivo, né dove tenesse quei soldi.
La donna venne sepolta il 26 giugno 1996 senza alcuna cerimonia, alla presenza unicamente degli impresari delle pompe funebri, nel cimitero di Vestre Gravlund, a Oslo, in una tomba senza lapide.
Nel novembre 2016 il suo corpo fu riesumato per cercare di raccogliere il suo profilo genetico; nel giugno 2017, il suo DNA fu isolato con successo. Le circostanze insolite della sua morte furono oggetto di un episodio (Morte a Oslo) della quindicesima stagione della serie di Netflix Unsolved Mysteries, nel 2020.

## Abiti e oggetti personali della donna

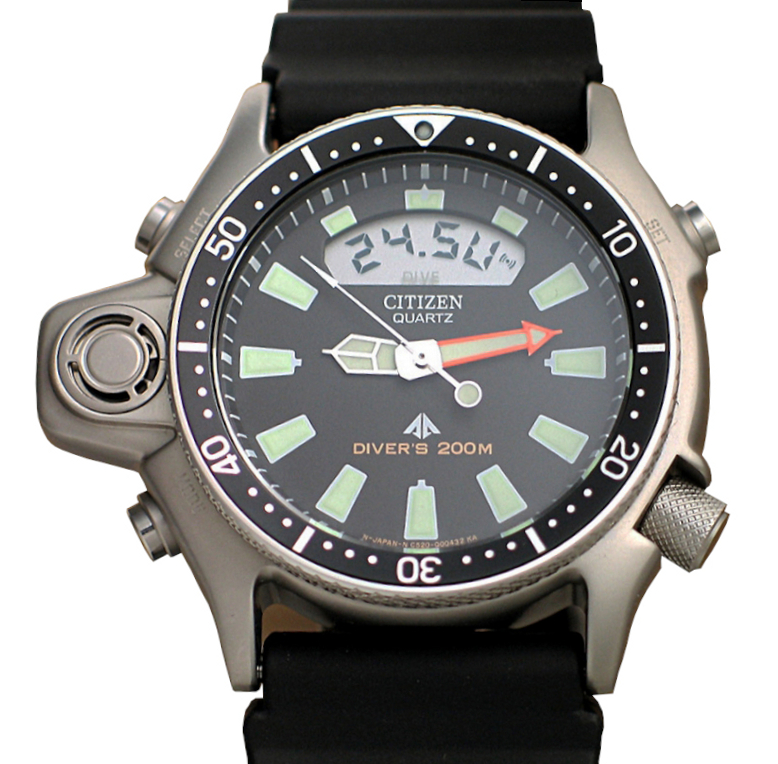
Un orologio subacqueo Citizen Aqualand simile a quello indossato dalla donna.

La donna risultò avere con sé questi oggetti personali:
- Abbigliamento nero. Blusa lunga, reggiseno, intimo lungo in seta, calze e scarpe col tacco "Made in Italy". Nella sua borsa da viaggio si trovavano tre reggiseni chiari. Sono state trovate anche quattro giacche. Una era nera e pelle, un'altra era un tessuto di lana di colore chiaro. Tutte le etichette tranne una (marca "René Lizard") erano state rimosse dai vestiti.
- Una bottiglietta di acqua di Colonia Ungaro Pour L'Homme 1 Colonia (made for men), una borsa da viaggio in tessuto verde-turchese e una valigetta Braun Büffel nera con logo elefante.
- La donna aveva un anello in oro sul dito medio destro, un orologio subacqueo nero modello Citizen Aqualand. Conteneva tre batterie 370 prodotte alla fine del 1994, contrassegnate con "W395". L'incisione era stata forse eseguita dal commerciante che aveva cambiato le batterie. L'orologio sembrava essere stato prodotto intorno al 1992.
- La donna non aveva trucchi e nessun oggetto per la cura della persona. La dentatura presentava lavori odontoiatrici relativamente costosi (oro e porcellana), ampiamente utilizzati negli Stati Uniti d'America, in Svizzera, nei Paesi Bassi e in Germania.

## Teorie sull'identità della donna
Si pensò che la donna potesse essere una criminale professionista coinvolta in un traffico di droga internazionale o una prostituta d'alto bordo: questo spiegherebbe la strana sequenza temporale e i suoi lunghi periodi lontano dall'hotel, il possesso di una scorta di munizioni, la presenza del possibile complice che si era registrato con lei e le modalità violente della sua morte. Non si è mai compreso come sia potuta entrare nel paese o in albergo senza passaporto o documento d'identità, perché nessuno l'abbia mai riconosciuta, né il suo insolito comportamento e il tipo di bagaglio recato con sé. La direzione del Plaza Hotel ipotizzò che si trattasse di un'assistente di volo per via del suo guardaroba tutto nero; tuttavia, la donna non aveva passaporto, né si spiegano i suoi comportamenti, la mancata identificazione e la morte.
Ad oggi, l'ipotesi più accreditata presenta «Jennifer» come una spia internazionale o una killer su commissione. La teoria è suffragata dal fatto che la Norvegia, una delle principali forze di pace delle Nazioni Unite, utilizzava il Plaza Hotel per i negoziati internazionali. In particolare, nel periodo di cui la pseudo-Jennifer era ospite, nell'albergo si svolgevano colloqui di pace segreti tra Israele e Palestina; ciò avvalorerebbe la tesi di una figura vicina agli ambienti dello spionaggio..